# Ікіке (провінція)
Провінція Ікіке (ісп. Provincia de Iquique) — провінція у Чилі у складі області Тарапака. Адміністративний центр — Ікіке. Складається з 2 комун. Територія — 2292,8 км². Населення — 238 950 осіб. Густота населення — 104,22 осіб/км².

## Географія
Провінція розташована на південному заході області Тарапака.
Провінція межує:
- На півночі — з провінцією Тамаругаль;
- На сході — з провінцією Тамаругаль;
- На півдні — з провінцією Токопілья.

На заході провінції — Тихий океан.

## Адміністративний поділ
Провінція складається з 2 комун:
- Ікіке. Адміністративний центр — Ікіке.
- Альто-Оспісіо. Адміністративний центр — Альто-Оспісіо.

## Демографія
Згідно з відомостями, зібраними в ході перепису 2002 року Національним інститутом статистики (INE), населення провінції складає:
| Все населення | 216 419 осіб | 100 % |
| ------------- | ------------ | ----- |
| Міське        | 214 586      | 99,15 |
| Сільське      | 1833         | 0,85  |
| Чоловіки      | 108 897      | 50,32 |
| Жінки         | 107 522      | 49,68 |

Густота населення — 76,33 осіб/км². Населення провінції становить 90,57% населення області і 1,43% населення країни.

## Найбільші населені пункти
| № | Населений пункт | Категорія | Населення осіб (2002) | Чоловіче населення осіб | Жіноче населення осіб | Територія км² |
| - | --------------- | --------- | --------------------- | ----------------------- | --------------------- | ------------- |
| 1 | Ікіке           | Місто     | 164 396               | 82 03                   | 81 993                | 22,12         |
| 2 | Альто-Оспісіо   | Місто     | 50 190                | 25 49                   | 24 941                | 17,45         |

## Галерея

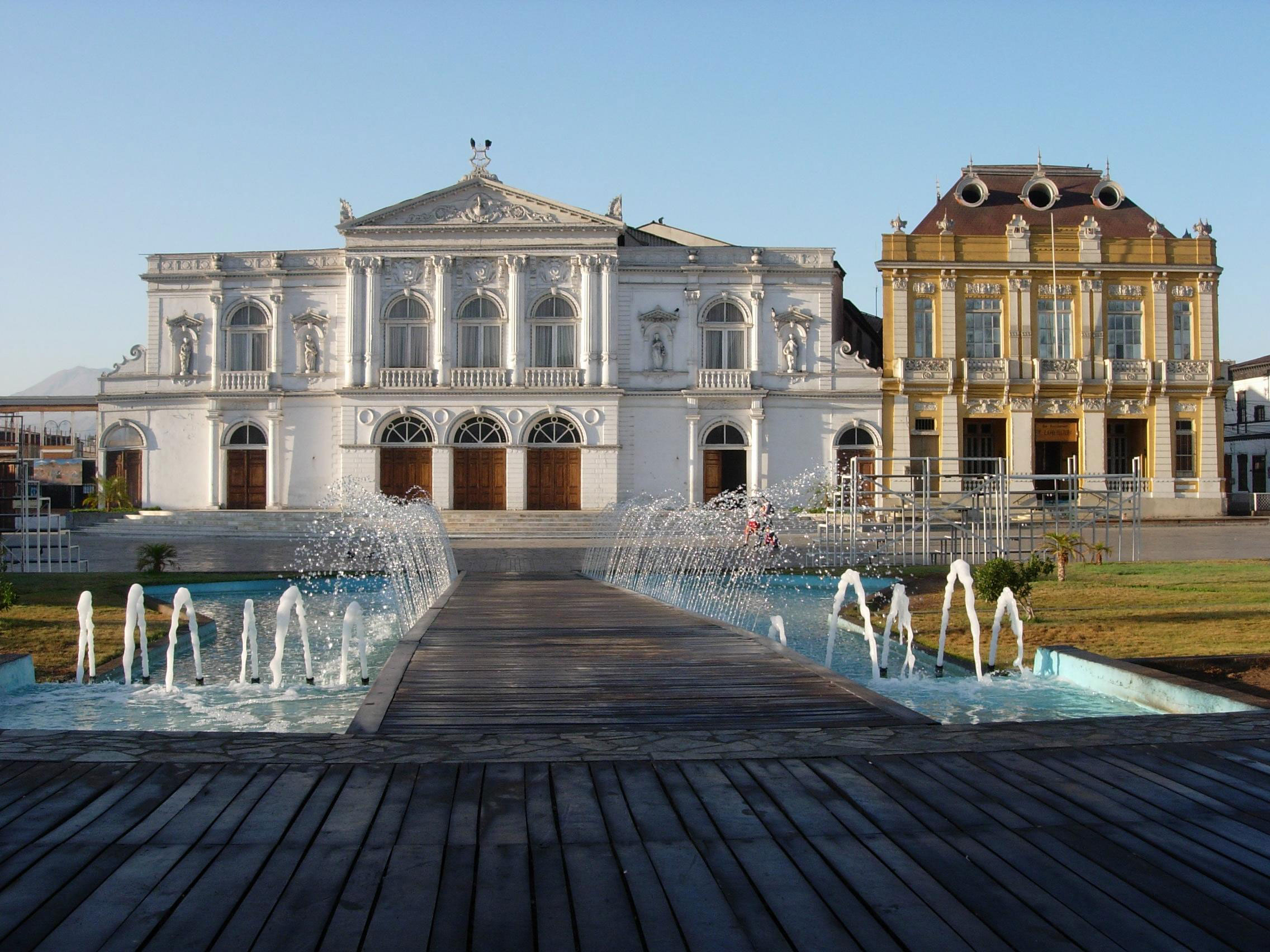
Муніципальний театр Ікіке
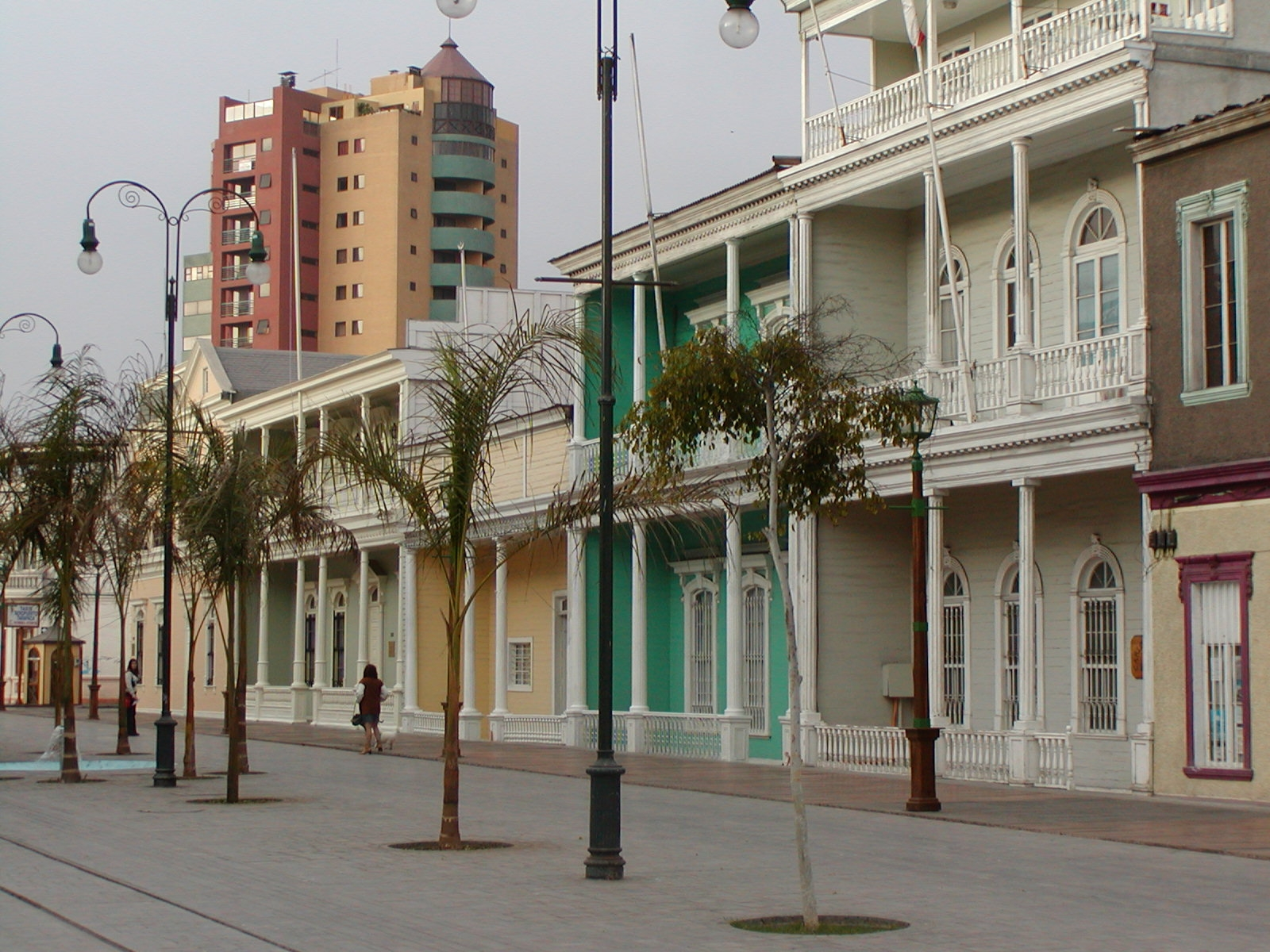
Ікіке
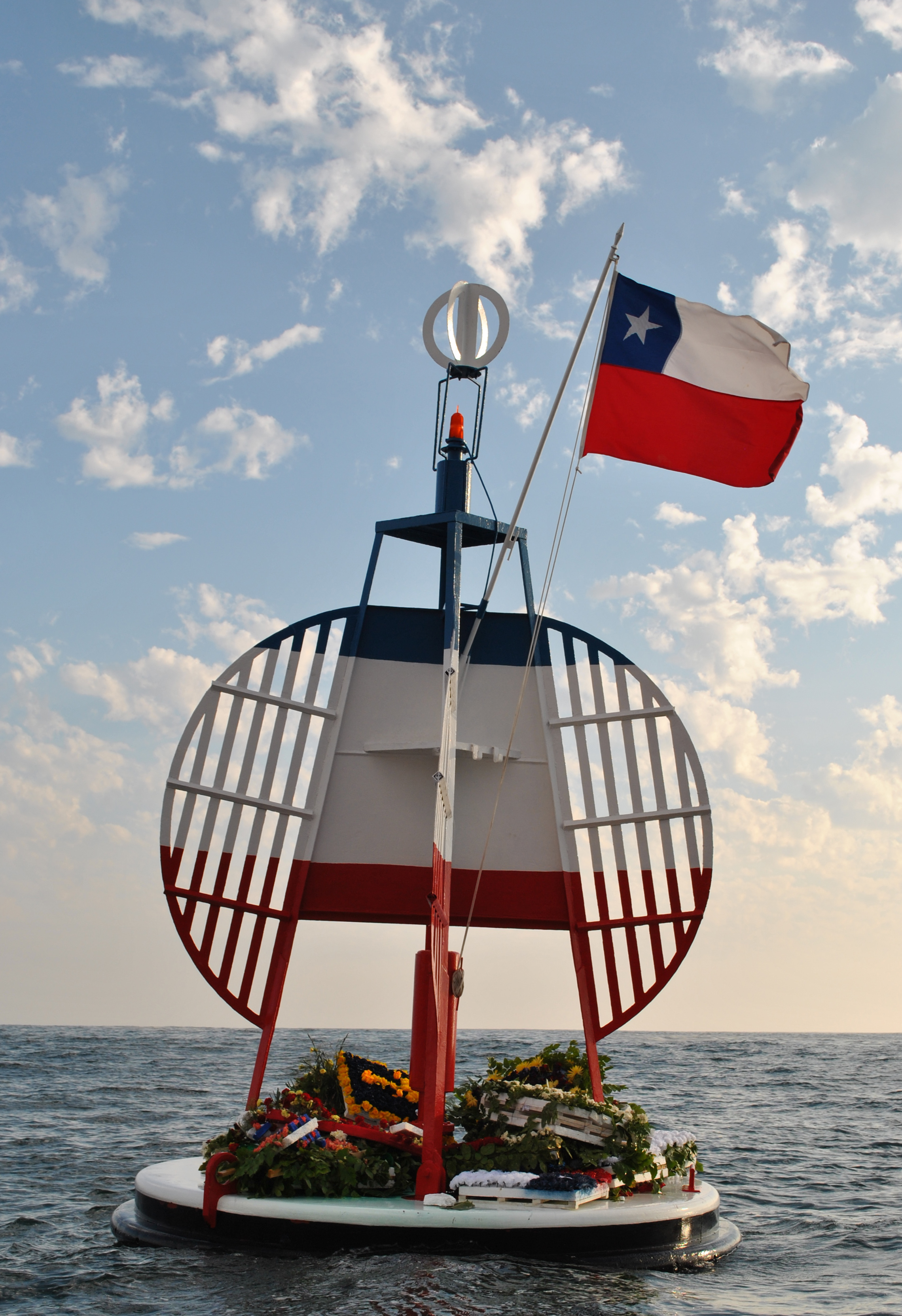
Корвет Есмеральда